# Novorondonia bisignata
Novorondonia bisignata är en skalbaggsart som först beskrevs av Hayashi 1976.  Novorondonia bisignata ingår i släktet Novorondonia och familjen långhorningar.
Artens utbredningsområde är Taiwan. Inga underarter finns listade i Catalogue of Life.